# بوگدان کیسلویچ
بوگدان کیسلویچ (روسی: Богдан Александрович Киселевич؛ زادهٔ ۱۴ فوریهٔ ۱۹۹۰) بازیکن هاکی روی یخ اهل روسیه است.
وی همچنین برندهٔ جوایزی همچون نشان دوستی شده‌است.